# Alliopsis conifrons
Alliopsis conifrons är en tvåvingeart som först beskrevs av Zetterstedt 1845.  Alliopsis conifrons ingår i släktet Alliopsis och familjen blomsterflugor. Arten är reproducerande i Sverige. Inga underarter finns listade i Catalogue of Life.